# Società Sportiva Cassino 2008-2009
Questa voce raccoglie le informazioni riguardanti  la Società Sportiva Cassino nelle competizioni ufficiali della stagione 2008-2009.

## Rosa
| N. |                           | Ruolo | Calciatore              |
| -- | ------------------------- | ----- | ----------------------- |
| -  | Italia (bandiera)         | P     | Antonio Afeltra         |
| -  | Italia (bandiera)         | C     | Giovanni Barchiesi      |
| -  | Argentina (bandiera)      | A     | Leonardo Bardeggia      |
| -  | Italia (bandiera)         | D     | Mauro Bianchi           |
| -  | Italia (bandiera)         | A     | Giacomo Casoli          |
| -  | Italia (bandiera)         | A     | Evangelista Cunzi       |
| -  | Italia (bandiera)         | D     | Francesco Di Nunzio     |
| -  | Italia (bandiera)         | A     | Gennaro Fragiello       |
| -  | Italia (bandiera)         | C     | Giuseppe Gemmiti        |
| -  | Italia (bandiera)         | C     | Rocco Giannone          |
| -  | Italia (bandiera)         | C     | Vincenzo Giannusa       |
| -  | Italia (bandiera)         | D     | Manuele Guzzo           |
| -  | Costa d'Avorio (bandiera) | C     | Jassuof Konè            |
| -  | Argentina (bandiera)      | A     | Luciano Gabriel Leccese |
| -  | Italia (bandiera)         | D     | Alessandro Lepre        |
| -  | Italia (bandiera)         | C     | Giovanni Lo Russo       |

| N. |                      | Ruolo | Calciatore             |
| -- | -------------------- | ----- | ---------------------- |
| -  | Argentina (bandiera) | A     | Gaston Ezequiel Lucano |
| -  | Italia (bandiera)    | C     | Vincenzo Maisto        |
| -  | Italia (bandiera)    | C     | Emanuele Martinelli    |
| -  | Italia (bandiera)    | C     | Massimiliano Marziale  |
| -  | Italia (bandiera)    | P     | Luigi Mennella         |
| -  | Marocco (bandiera)   | A     | Adil Mezgour           |
| -  | Italia (bandiera)    | C     | Alberto Molinaro       |
| -  | Italia (bandiera)    | A     | Stefano Morello        |
| -  | Italia (bandiera)    | D     | Mauro Mucciarelli      |
| -  | Italia (bandiera)    | D     | Alessandro Padovani    |
| -  | Italia (bandiera)    | D     | Giovanni Paschetta     |
| -  | Italia (bandiera)    | D     | Enrico Pepe            |
| -  | Italia (bandiera)    | C     | Andrea Pippa           |
| -  | Italia (bandiera)    | P     | Luca Romano            |
| -  | Italia (bandiera)    | A     | Marco Vianello         |